# Paris-Roubaix
Cet article concerne la compétition masculine. Pour la compétition féminine, voir Paris-Roubaix Femmes.
Pour la course concurrente organisée par la FSGT de 1935 à 1949, voir Paris-Roubaix travailliste.
Pour les articles homonymes, voir Roubaix (homonymie).

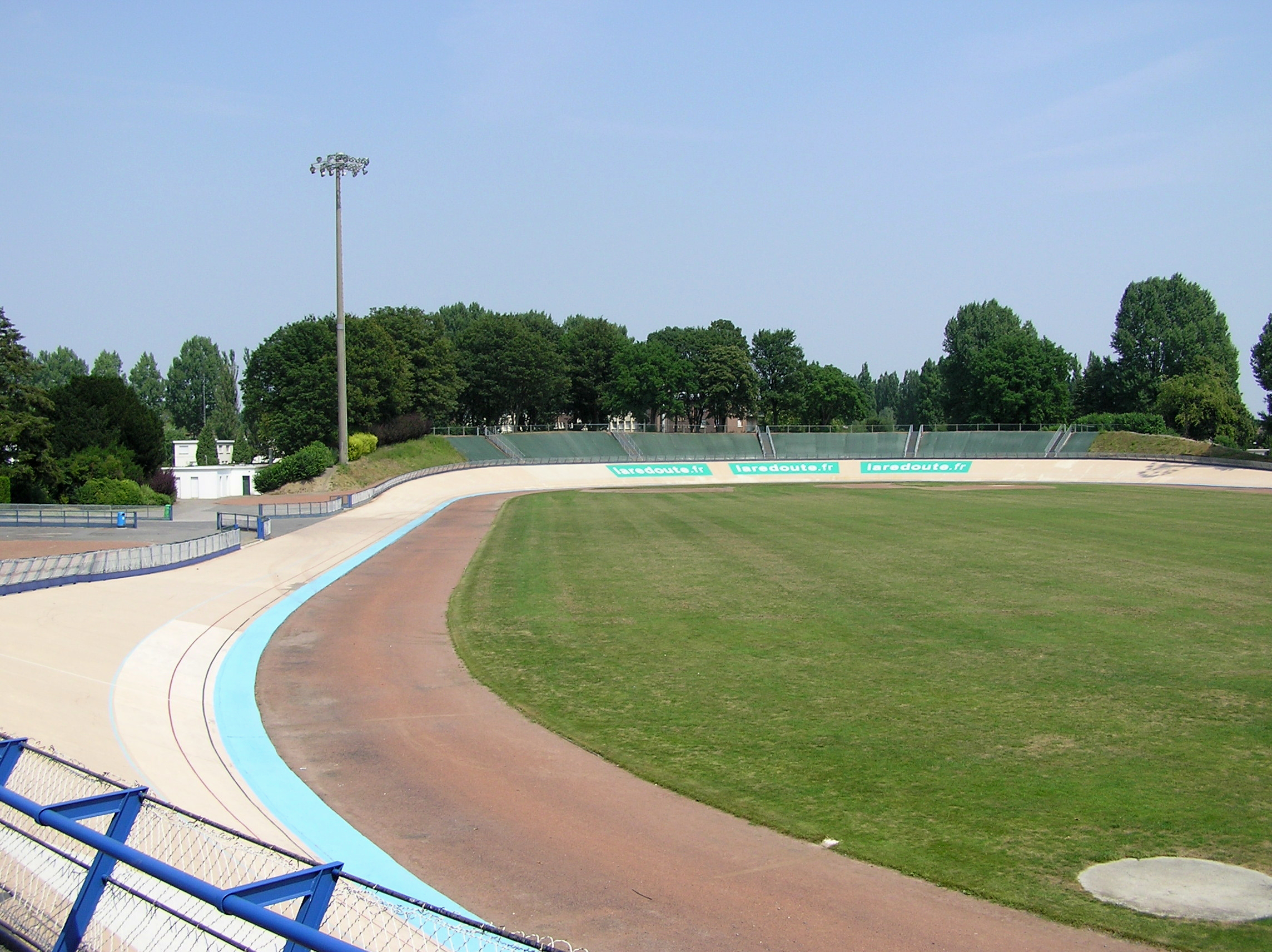
Le vélodrome de Roubaix où ont lieu les 750 derniers mètres de la course

Paris-Roubaix est l'une des plus anciennes courses cyclistes, créée en 1896 par Théodore Vienne après l'ouverture du nouveau vélodrome de Roubaix. Cette classique flandrienne s'est disputée tous les ans jusqu'à nos jours, en mars ou en avril, interrompue seulement par les deux guerres mondiales et la pandémie de Covid-19. Depuis 1966, elle ne part plus de la région parisienne mais de Picardie : de Chantilly de 1966 à 1976 et de Compiègne, depuis 1977, avant de parcourir plus de 250 kilomètres vers le nord.
Surnommée « l'enfer du Nord », « la dure des dures » comme le vantent les affiches de la 106e édition, « la Pascale » , « la reine des classiques » , ou encore « la plus belle des classiques », la course inclut plusieurs secteurs pavés, tel le décisif « Carrefour de l'Arbre », augmentant notablement les risques de chute et de crevaison. La tranchée de Wallers-Arenberg, « découverte » par le régional Jean Stablinski en 1967, a failli coûter sa jambe à Johan Museeuw en 1998. Ses deux kilomètres sont « un rodéo où tout tremble ». Ce secteur pavé mythique, de son vrai nom la « Drève des Boules d'Hérin », ne figure toutefois pas au parcours en 2005 en raison d'effondrements souterrains ayant trop déformé la chaussée. Après sa restauration, cet authentique monument historique de la course a été réintégré au parcours en 2006.
D'autres secteurs, très étroits, ont été tracés entre les champs de betteraves et ils ne peuvent être empruntés qu'en file indienne. Quand l'épreuve se déroule sous la pluie, la boue ajoute à la difficulté et aux risques. Le vainqueur est non seulement un homme fort du peloton, mais il doit aussi être chanceux et bien soutenu par ses équipiers.
La course est très prestigieuse, comme le confirme la présence, dans le palmarès ci-dessous, du premier vainqueur du Tour de France, Maurice Garin (1897, 1898), des célèbres Fausto Coppi (1950) et Louison Bobet (1956), et de deux quintuples vainqueurs du Tour, Eddy Merckx (1968, 1970, 1973) et Bernard Hinault (1981) qui à l'arrivée lâche « Paris-Roubaix est une connerie ». Le record de victoires est détenu avec quatre succès par les Belges Roger De Vlaeminck, (1972, 1974, 1975 et 1977) et Tom Boonen, (2005, 2008, 2009 et 2012). Le record de victoires consécutives est partagé par le Français Octave Lapize (1909, 1910 et 1911), l'Italien Francesco Moser (1978, 1979, 1980) et le Néerlandais Mathieu van der Poel (2023, 2024, 2025).
Cette classique, autrefois inscrite au calendrier de la Coupe du monde puis du ProTour, fait désormais partie de l'UCI World Tour. Cette course a été élevée au rang de Monument du cyclisme au même titre que Milan-San Remo, le Tour des Flandres, Liège-Bastogne-Liège et le Tour de Lombardie. Le vainqueur reçoit un trophée constitué d'un véritable pavé.
Depuis 2021, la course comporte une version féminine dont la 1re édition s'est courue le 2 octobre 2021.

## Histoire

### Genèse de Paris-Roubaix

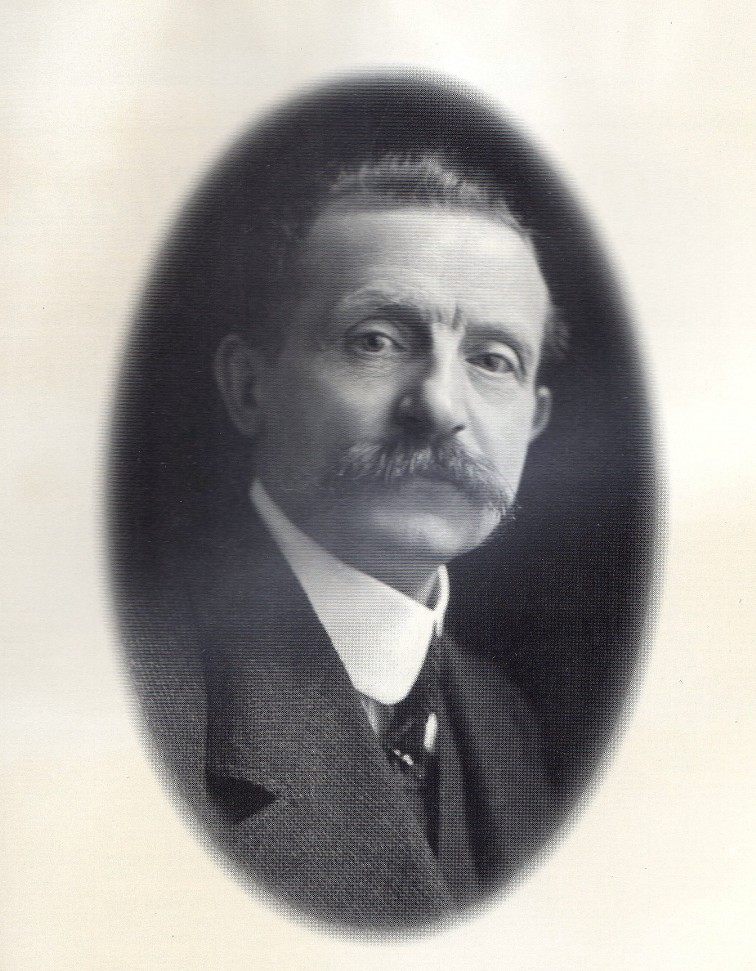
Théodore Vienne

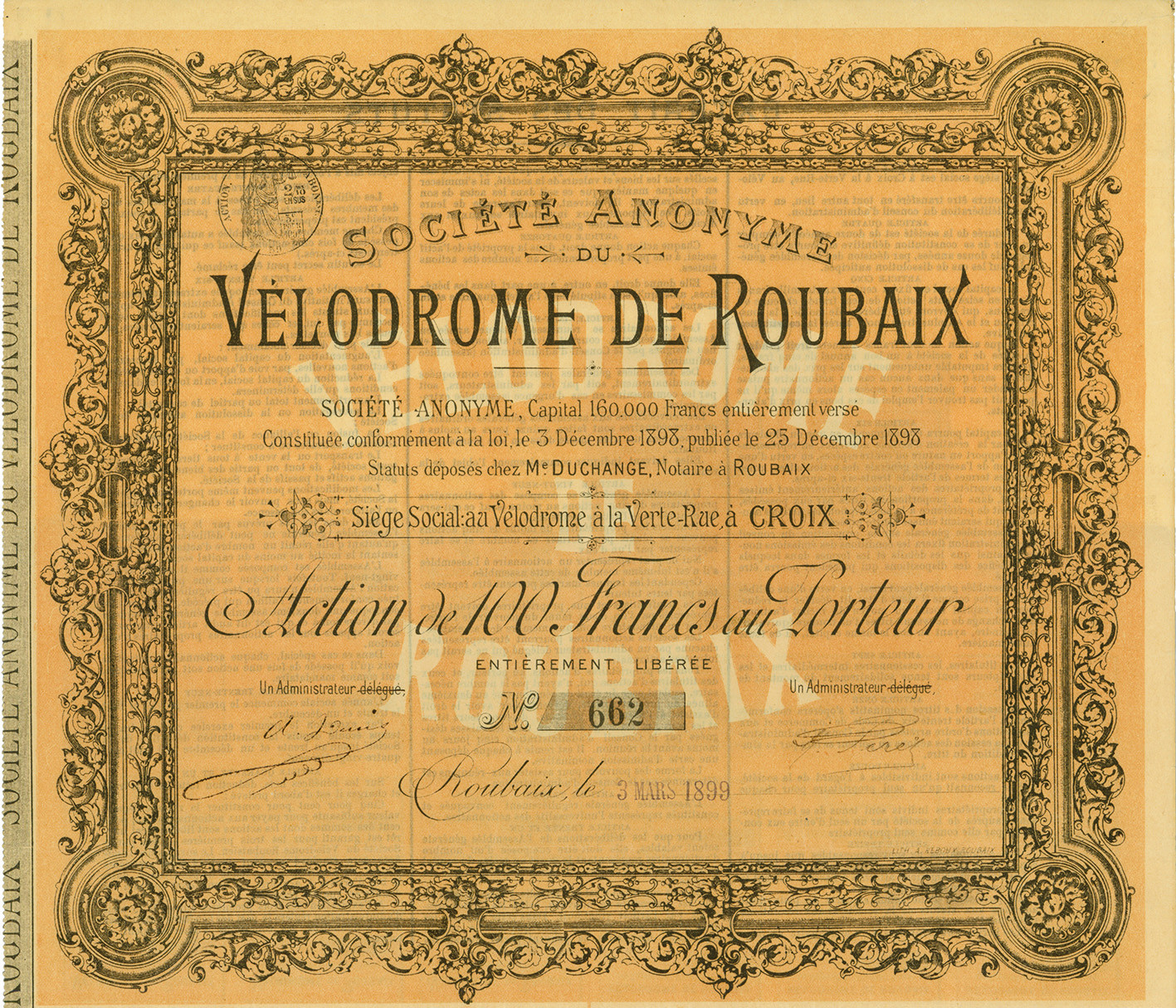
Action de la société anonyme du Vélodrome de Roubaix en date du 3. Mars 1899

Au début de l'année 1895, Théodore Vienne et Maurice Pérez, deux filateurs roubaisiens décident d'édifier un vélodrome à proximité du parc Barbieux, sur un terrain situé sur le territoire de la commune de Croix, à l'angle de la rue d'Hempempont et de la rue Verte. Le parc Barbieux, à cheval sur les communes de Roubaix et de Croix, est à l'époque un lieu prisé des sportmen et jouit de la réputation de plus beau parc du nord de la France. Il a également l'avantage d'être desservi par le Mongy et d'être situé à proximité de la gare de Croix - Wasquehal.
Sous la direction de l'architecte Dupire, les travaux débutent en avril 1895 et s'achèvent dès la fin du mois suivant. Le Vélodrome roubaisien, doté d'une piste en ciment d'une longueur de 333,33 m, est inauguré le dimanche 9 juin 1895 avec une compétition composée de sept épreuves, devant plusieurs milliers de spectateurs. Durant les années suivantes, il voit s'affronter les meilleurs pistards de l'époque.
En cette fin de XIXe siècle, le calendrier des compétitions sur route est moins dense que sur piste. Paris-Brest-Paris et Bordeaux-Paris sont les courses les plus réputées. En février 1896, Vienne et Pérez ont l'idée de créer une course qui partirait de Paris pour arriver dans leur nouveau vélodrome. Ils obtiennent le soutien du Vélo et de son directeur de l'époque, Paul Rousseau, en lui envoyant la lettre suivante :
« Cher Monsieur Rousseau, 

Bordeaux-Paris approche, la grande épreuve annuelle a tant fait pour la propagande cycliste qu'il nous est venu une idée. Que penseriez-vous d'une course d'entraînement précédant Bordeaux-Paris de quatre semaines ?

Paris-Roubaix présente un parcours de 280 kilomètres environ, ce serait donc un jeu d'enfant pour les futurs participants de Bordeaux-Paris. L'arrivée s'effectuerait au Vélodrome Roubaisien par quelques tours de piste. L'accueil fait à tous sera enthousiaste, d'autant plus que nos concitoyens n'ont jamais eu le spectacle d'une grande course sur route, à ce sujet du reste nous comptons assez d'amis pour croire que Roubaix est véritablement une ville hospitalière.

Comme prix nous inscrivons d'ores et déjà un premier prix de 1 000 francs au nom du Vélodrome Roubaisien et allons nous occuper de le faire suivre d'une respectable série d'autres prix pour donner satisfaction à tous. Comme date, nous croyons que le 3 mai conviendrait parfaitement car les coureurs de Bordeaux-Paris seront déjà en bonne forme à cette date et il leur restera trois semaines jusqu'à la grande épreuve pour se remettre.

Et maintenant pouvons-nous compter sur le patronage du Vélo et sur votre concours pour l'organisation, le départ, etc.? Si oui, annoncez de suite notre great event et ouvrez dans vos colonnes la liste des engagements.

Veuillez agréer nos amicales salutations. »
L'organisation de la course est ainsi confiée au Vélo et au principal rédacteur de sa rubrique cycliste, Victor Breyer. Celui-ci est d'abord chargé de reconnaître la course. Il effectue une première partie du trajet, jusqu'à Amiens, dans une Panhard 6CV, puis s'élance le lendemain à bicyclette en direction de Roubaix. Épuisé après une journée passée sur les routes pavées et sous la pluie, Breyer envoie à Minart une missive lui demandant d'annuler ce « projet diabolique », qu'il considère comme dangereux pour les coureurs.
Des membres du clergé expriment également leur opposition à la course. Prévue pour le dimanche de Pâques, elle empêcherait coureurs et spectateurs d'assister à l'office. Vienne annonce la célébration d'une messe à la chapelle de la famille d'Orléans, près du lieu de départ. L'heure matinale de la course empêchera finalement la tenue de cet office.
Les premiers participants arrivent la veille de la course à la Brasserie de l'Espérance. Seulement la moitié des inscrits sont présents : 51 coureurs dont 45 professionnels signent la feuille de départ le matin du 19 avril 1896, au café Gillet près du bois de Boulogne, et s'élancent de la porte Maillot lorsque le directeur du Vélo, Paul Rousseau, donne le départ.

### 1896-1914

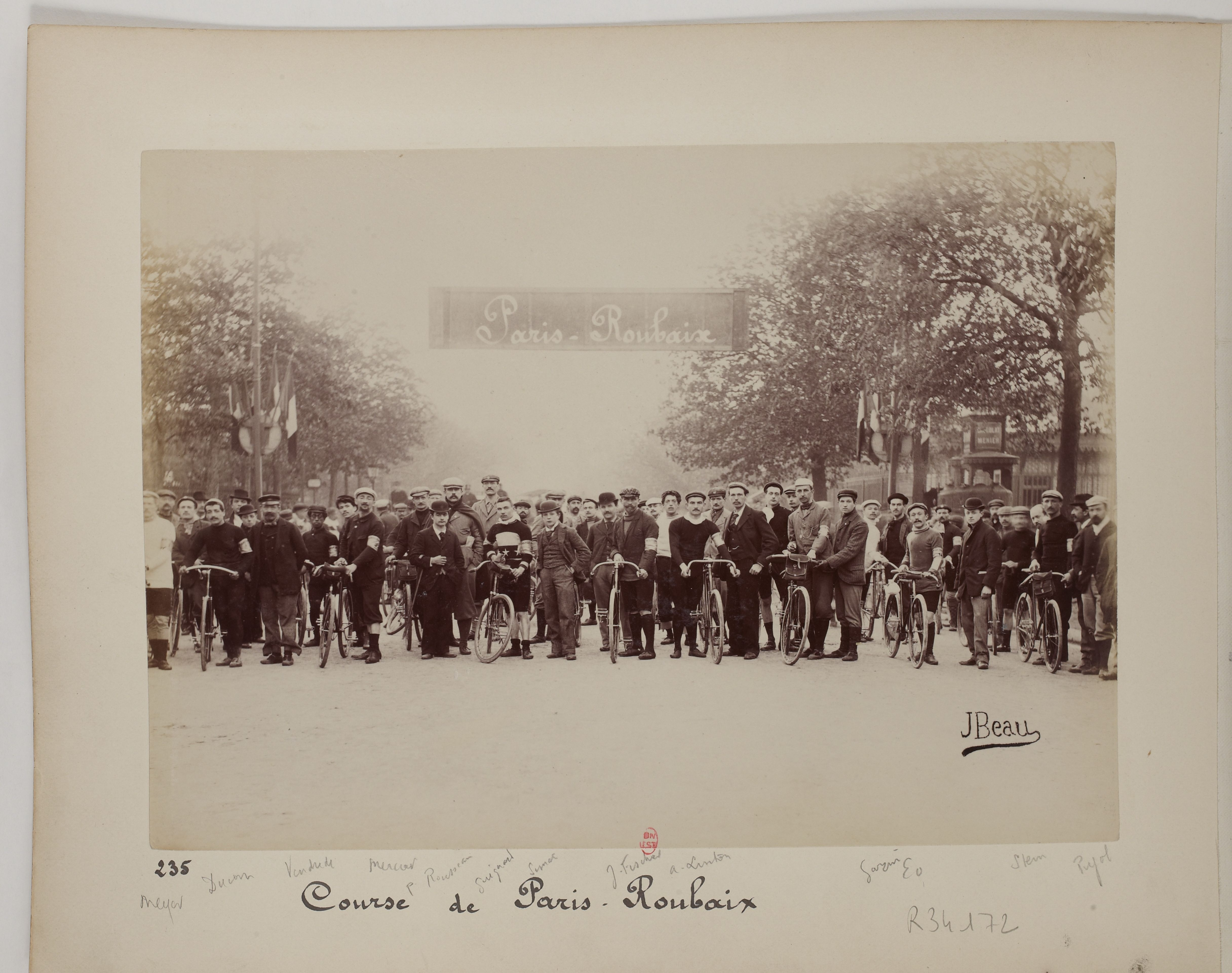
Le premier Paris-Roubaix. Le vainqueur est au-dessus du tampon du photographe (noms rapportés).

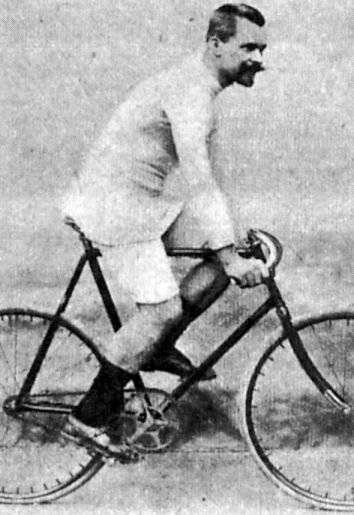
Josef Fischer, le gagnant 1896.

Cette première édition est remportée en solitaire par l'Allemand Josef Fischer. Il met plus de 9 heures pour parcourir les 280 km de course, passant par Beauvais (Oise), Amiens, Doullens (Somme) où se trouve la principale difficulté, Arras, Hénin-Liétard (Pas-de-Calais), Seclin, Lesquin, Hem (Nord). Ce parcours ne subit que peu de modifications durant les années suivantes. En 1906, le secteur de Hénin-Liétard-Carvin est contourné par Douai. À la suite de la catastrophe de Courrières, les mineurs de la région sont en grève et l'organisation craint pour la sécurité des coureurs. Ce détour est conservé lors des trois éditions suivantes en raison de l'accueil enthousiaste réservé à la course à Douai. Le lieu d'arrivée reste le vélodrome jusqu'en 1914. Le départ change en revanche d'emplacement. En 1898, le préfet de police de Paris refuse que la course parte de la capitale en raison des embouteillages. Jusqu'en 1913, la course démarre à Chatou, dans le département de Seine-et-Oise. L'édition 1901 est néanmoins l'occasion d'un dernier départ de la porte Maillot.
L'édition de 1898 est également celle d'un changement de formule. Afin d'enrayer la diminution du nombre d'engagés, les organisateurs autorisent l'entraînement des coureurs, y compris par des motocyclistes et automobilistes. En outre, une course motocycliste est organisée simultanément. Maurice Garin signe à cette occasion son deuxième succès et ne rejoint l'arrivée qu'avec trois quarts d'heure de retard sur le vainqueur de la course motocycliste. La présence d'entraîneurs motorisés n'empêche pas la baisse de la participation (32 coureurs en 1899, 19 en 1900), mais attire des pistards. Ce sont ainsi deux stayers, Albert Champion et Émile Bouhours, qui s'imposent lors des deux éditions suivantes, Bouhours battant le record. Maurice Garin obtient cette année-là son quatrième et dernier podium, malgré son refus d'effectuer les tours de vélodrome à l'arrivée.

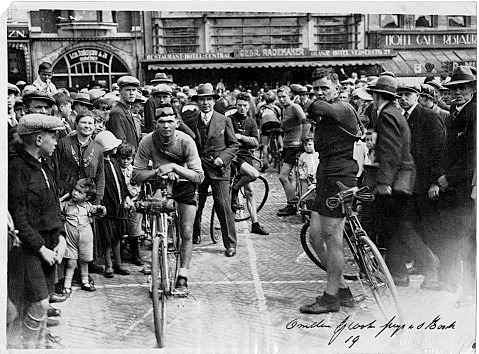
Paris-Roubaix 1900

Plusieurs changements interviennent en 1901, afin de raviver l'intérêt de la course. L'entraînement motorisé est abandonné pour différencier davantage le Paris-Roubaix du Bordeaux-Paris et éviter que ne se produisent de nouveaux accidents causés par les motos. Les entraîneurs humains restent autorisés (tandems, triplettes). L'organisation est confiée au nouveau quotidien L'Auto-Vélo, qui deviendra L'Auto, et le départ revient à la porte Maillot. Cette édition retrouve le succès, avec 60 participants. Les entraîneurs sont abandonnés une première fois en 1904, de nouveau autorisés en 1905 puis progressivement interdits, d'abord pour la fin du parcours à partir de Beauvais en 1908 et définitivement en 1910. Ces années voient le développement des groupes cyclistes constitués par les constructeurs. Les plus importants (Peugeot, Alcyon, La Française) sont capables de rassembler plusieurs prétendants à la victoire et pèseront sur le déroulement de la compétition.
Le palmarès de cette période de 1896 à 1914 est dominé par les coureurs français, qui gagnent 14 des 19 éditions. Cette hégémonie est expliquée par l'« importance du secteur professionnel français » et la participation limitée des coureurs étrangers, soit par manque de moyens de transport, soit en raison de la prévalence du cyclisme sur piste dans certains pays (les courses sur route sont notamment interdites en Allemagne, en Angleterre, aux Pays-Bas).
Les coureurs emblématiques de cette époque sont Maurice Garin, double vainqueur (1897, 1898) et qui remportera le premier Tour de France en 1903, Octave Lapize, premier coureur parvenant à s'imposer trois fois sur Paris-Roubaix. Il gagne pour la première fois en 1909 alors qu'il est inconnu et remporte les deux éditions suivantes, ainsi que le Tour de France 1910. Enfin Charles Crupelandt demeure le seul lauréat roubaisien. Un tronçon pavé inauguré en 1996 à Roubaix porte son nom.

### 1919-1939

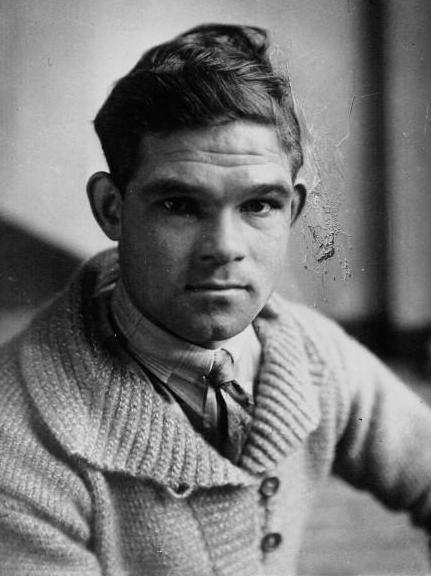
Gaston Rebry lors du Tour de France 1929

Après cinq ans d'interruption, Paris-Roubaix est de nouveau disputé le 20 avril 1919. Le peloton respecte une minute de silence au départ en hommage aux victimes de la guerre dont Lapize et Faber, morts au combat. Les principales figures de la course ont en outre mis fin à leur carrière, de sorte que le peloton est fortement modifié. L'itinéraire subit également les conséquences de la guerre. La fin du parcours est impraticable en raison notamment des bombardements et contraint la course à passer par Saint-Pol-sur-Ternoise et Béthune après Doullens. Constatant la désolation de la région, le journaliste Victor Breyer écrit alors : « Ici, c’est vraiment l’Enfer du Nord ».
Surtout, le vélodrome n'est plus en état d'accueillir l'arrivée. La piste en bois a notamment disparu. Les organisateurs doivent trouver un nouveau lieu d'arrivée. Il s'agit d'abord de l'avenue de Jussieu puis du stadium Jean-Dubrulle. À partir de 1922 et jusqu'en 1939, la course se conclut sur l'avenue des Villas qui devient avenue Gustave-Delory en 1937. Trois éditions font exception : la ligne d'arrivée est placée au stade Amédée-Prouvost de Wattrelos en 1929, et à l'hippodrome des Flandres de Marcq-en-Barœul en 1935 et 1936 afin de percevoir les recettes du public placé en tribune. Ce déménagement entraîne la création d'une course concurrente, le Paris-Roubaix travailliste, qui maintient un final à Roubaix et qui sera la première à tenir sa ligne d'arrivée au vélodrome André-Pétrieux, l'année de son inauguration, en 1936,.
Le palmarès de l'entre-deux-guerres est dominé par les coureurs belges. Ils remportent 15 des 21 éditions et occupent une grande partie des places d'honneur. Cette domination peut être expliquée par des facteurs culturels, géographiques et techniques. Paris-Roubaix est, avec le Tour des Flandres, la principale course de la saison. La bicyclette est un moyen de transport prisé en Belgique, en raison « de sa faible superficie et de sa densité urbaine ». Enfin, contrairement à la France qui modernise ses routes, le réseau belge est essentiellement constitué de « routes étroites et pavées ». Gaston Rebry, triple vainqueur belge, est le premier coureur à recevoir le surnom de « Monsieur Paris-Roubaix » et exprime la force de ses compatriotes sur la course : « Ça est jour de kermesse pour nous aujourd'hui ». Malgré la domination belge, le premier doublé Paris-Roubaix-Tour des Flandres est réalisé par le Suisse Heiri Suter en 1923. Les coureurs italiens sont présents dès 1920. Malgré la présence de leurs meilleurs champions de l'époque (Costante Girardengo, Ottavio Bottecchia, Alfredo Binda), ce n'est qu'en 1937 que Jules Rossi devient le premier vainqueur italien de Paris-Roubaix.

### Paris-Roubaix pendant la Seconde Guerre mondiale
La France entre en guerre en septembre 1939. Après des mois de « drôle de guerre », les forces allemandes lancent une offensive contre les Pays-Bas, la Belgique, le Luxembourg et la France le 10 mai 1940. Roubaix est occupée par les forces allemandes le 24 mai 1940.
Aucune course cycliste n'est disputée dans le Nord durant l'année. L'Auto tente d'organiser Paris-Roubaix mais la situation de Roubaix en zone des armées empêche d'y faire arriver la course. Une inversion du parcours est proposée, de Roubaix à Paris, mais se heurte au refus du Préfet de la Somme et du Grand Quartier Général. Un « Paris-Roubaix de guerre » a tout de même lieu sous le nom de Trophée Duralumin entre Le Mans et Paris. Rassemblant 63 coureurs dont seulement deux étrangers, il est remporté par Joseph Soffietti au Parc des Princes. En 1941 et 1942, le parcours originel ne peut pas être emprunté en raison du découpage de la France occupée - le Nord et le Pas-de-Calais sont dans la zone d'Administration militaire de la Belgique et du Nord - et l'existence d'une frontière sur la Somme délimitant la zone de peuplement allemand. C'est entre Paris et Reims que se court l'« ersatz de Paris-Roubaix » qui voit les victoires de Jules Rossi et Émile Idée.
En 1943, l'Auto obtient l'autorisation d'organiser la course entre Paris et Roubaix. La compétition reprend son cours. À la Libération, le journal est interdit. Il est remplacé en 1946 par L'Équipe qui prend les rênes de Paris-Roubaix.

### L'«ère des seigneurs»
Après la guerre et jusqu'au début des années 1980, s'ouvre l'« ère des seigneurs », où vont se succéder au palmarès des champions tels que Fausto Coppi, Rik Van Looy, Louison Bobet, Eddy Merckx, Roger De Vlaeminck, Francesco Moser et Bernard Hinault. Ces coureurs sont tous issus des trois grandes nations du cyclisme sur route, à savoir la Belgique, la France et l'Italie.
En 1958, le Super Prestige Pernod est créé. Richement doté, il propose un classement prenant en compte les plus grandes courses de la saison. Paris-Roubaix octroie 65 points, soit seulement 5 points de moins que le championnat du monde. Un résumé de la course est télévisé pour la première fois en 1967 et la publicité qu'elle génère attire des marques extérieures au monde du sport. Les organisateurs qui ont remis en avant les secteurs pavés, favorisent les victoires de coureurs agiles sur leur vélo et habiles à éviter les pièges, ornières et trous entre les pavés. Les victoires des anciens cyclo-crossmen comme De Vlaeminck, Merckx ou Madiot en sont l'illustration. La victoire de Bernard Hinault en 1981 avec le maillot arc-en-ciel, malgré son dégoût de la course (« Paris-Roubaix... c'est une connerie ! ») montre que les grands champions de cette époque se doivent d'être présents pour ajouter la course à leur palmarès.

### Disparition et sauvegarde des pavés
À l'origine, les routes pavées ne constituent pas une spécificité de Paris-Roubaix. Durant les premières décennies, elles représentent une soixantaine de kilomètres du parcours : une quarantaine de kilomètres ininterrompus entre Hénin-Liétard et Roubaix, et une vingtaine dans les principales villes traversées. Les voies restantes sont encore en terre, sauf de rares secteurs déjà bitumés. Paris-Roubaix est alors davantage caractérisée par sa distance, plus courte que celle des classiques de l'époque, ce qui la rend plus nerveuse.

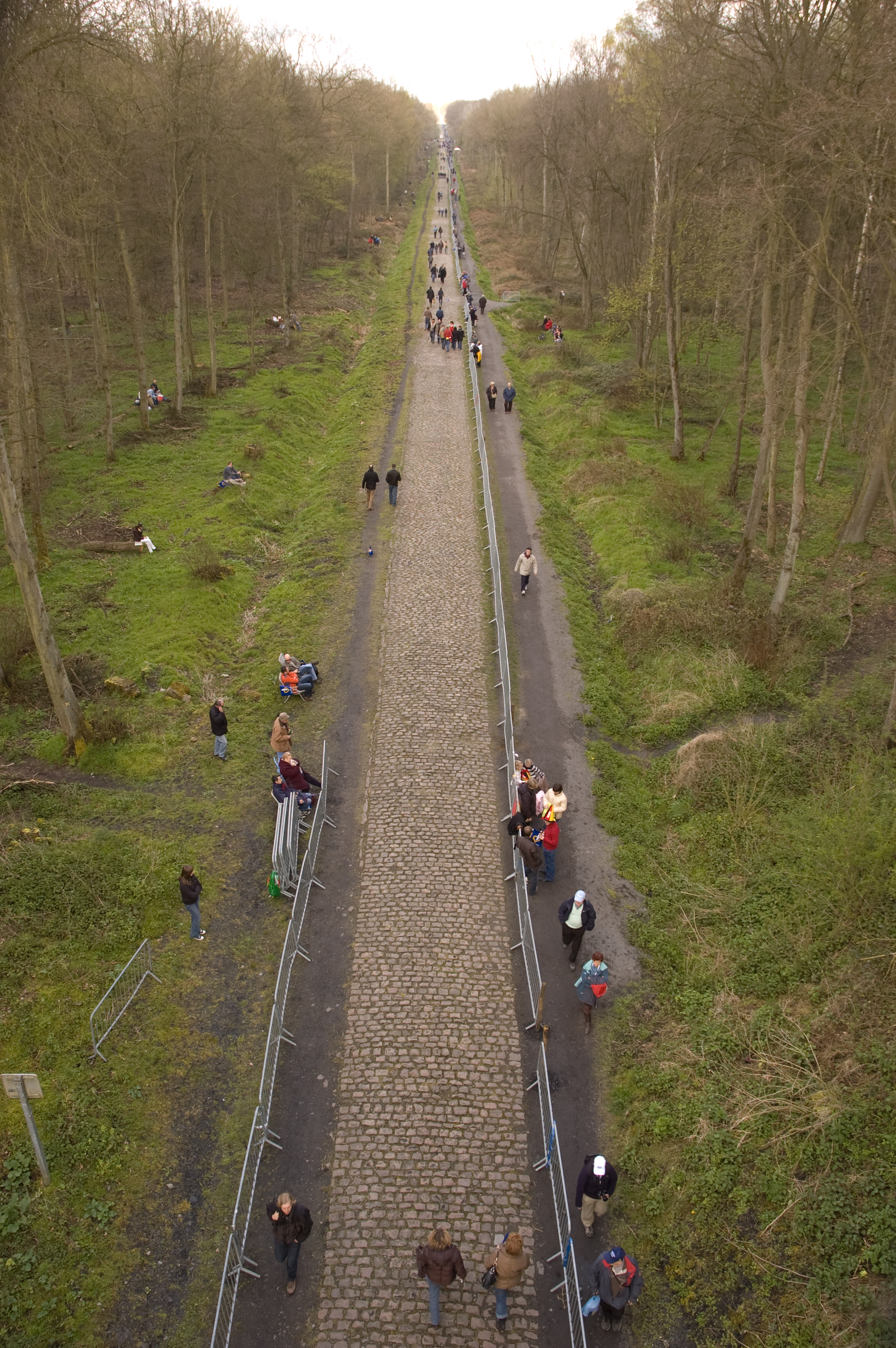
La trouée d'Arenberg

Le bitume commence son apparition massive durant l'entre-deux-guerres. Un premier tronçon pavé est recouvert en 1939, entre Forest-sur-Marque et Hem. Cette évolution est alors considérée comme un progrès : « Dans six ans, toutes les routes de Paris-Roubaix seront modernisées », prédit un responsable des Ponts et chaussées. Après un arrêt pendant l'invasion allemande, la pose d'enrobé reprend dans les années 1940. Le nombre de kilomètres pavés tombe à 31 en 1955, et atteint son minimum en 1965 avec 22 km.
La difficulté de la course se déprécie. Par conséquent, les arrivées au sprint sont de plus en plus nombreuses, et la vitesse s'accroît. Les Paris-Roubaix les plus rapides sont ainsi disputés durant cette période. Rik Van Steenbergen en 1948 puis Peter Post en 1964 battent successivement le record de vitesse de la course et décrochent à l'occasion le Ruban jaune. Le record de 45,129 km/h établi par Post résistera jusqu'en 2017 quand une nouvelle marque sera établie à 45,204 km/h par Greg Van Avermaet, 45,8 km/h par Dylan Van Baarle en 2022, et 46,8 km/h par Mathieu van der Poel en 2023. En 2024, le record de vitesse est de nouveau battu par Mathieu van der Poel avec une vitesse de 47,8 km/h.
Dès 1955, le parcours subit quelques modifications et s'allonge de vingt kilomètres en explorant le Pévèle afin de trouver de nouveaux secteurs. Des côtes pavées sont notamment trouvées à Mons-en-Pévèle : la côte de Moncheaux, puis le Caouin et le pas Roland, qui sont goudronnés l'un après l'autre. En 1966, le parcours de Paris-Roubaix est modifié en profondeur. Le départ est situé à Chantilly et l'ensemble du nouveau tracé est déplacé vers l'est où se trouvent de nouvelles portions pavées. La première d'entre elles est située à Hornaing, d'autres à Ferrain, Rieulay, Flines-les-Raches. Elles permettent de porter le total des routes pavées à une quarantaine de kilomètres. À la demande de Jacques Goddet, la recherche de secteurs pavés se poursuit, notamment après le goudronnage du pas Roland en 1967. En 1968, Jean Stablinski fait découvrir à Albert Bouvet une route pavée qui deviendra un lieu emblématique de Paris-Roubaix : la tranchée de Wallers-Aremberg.

### Internationalisation et spécialisation des coureurs
Avec la création de la Coupe du monde de cyclisme sur route en 1989, l'élite du cyclisme international se segmente entre les coureurs spécialistes des classiques et les spécialistes des courses par étapes. Ainsi Miguel Indurain et Lance Armstrong, respectivement quintuple et ancien septuple vainqueurs du Tour de France durant les années 1990 et 2000, sont absents de Paris-Roubaix ainsi que d'autres épreuves majeures du début de saison. Une segmentation se crée également parmi les coureurs de classiques, notamment entre spécialistes de courses dites « flandriennes » et de courses dites « ardennaises ». Paolo Bettini, triple vainqueur de la coupe du monde, n'a par exemple jamais participé à Paris-Roubaix.
Parmi les spécialistes des courses « flandriennes », la puissante équipe Mapei, capable d'aligner des équipes distinctes sur les classiques et sur les grands tours, domine Paris-Roubaix à la fin des années 1990 avec cinq victoires dont trois triplés (1996, 1998 et 1999) et avec l'un des coureurs emblématiques de cette course, vainqueur à trois reprises, Johan Museeuw. Le directeur sportif de l'équipe Patrick Lefevere, qui recevra le surnom d'« autre Monsieur Paris-Roubaix », prolonge cette domination dans les années 2000 avec les équipes Domo-Farm Frites (deux succès dont un nouveau triplé en 2001) et Quick Step (quatre succès avec Tom Boonen en 2005, 2008, 2009 et 2012).
Servais Knaven, Raymond Impanis et Mathew Hayman ont tous participé 16 fois à Paris-Roubaix, partageant ainsi le record.

### UCI ProTour et World Tour

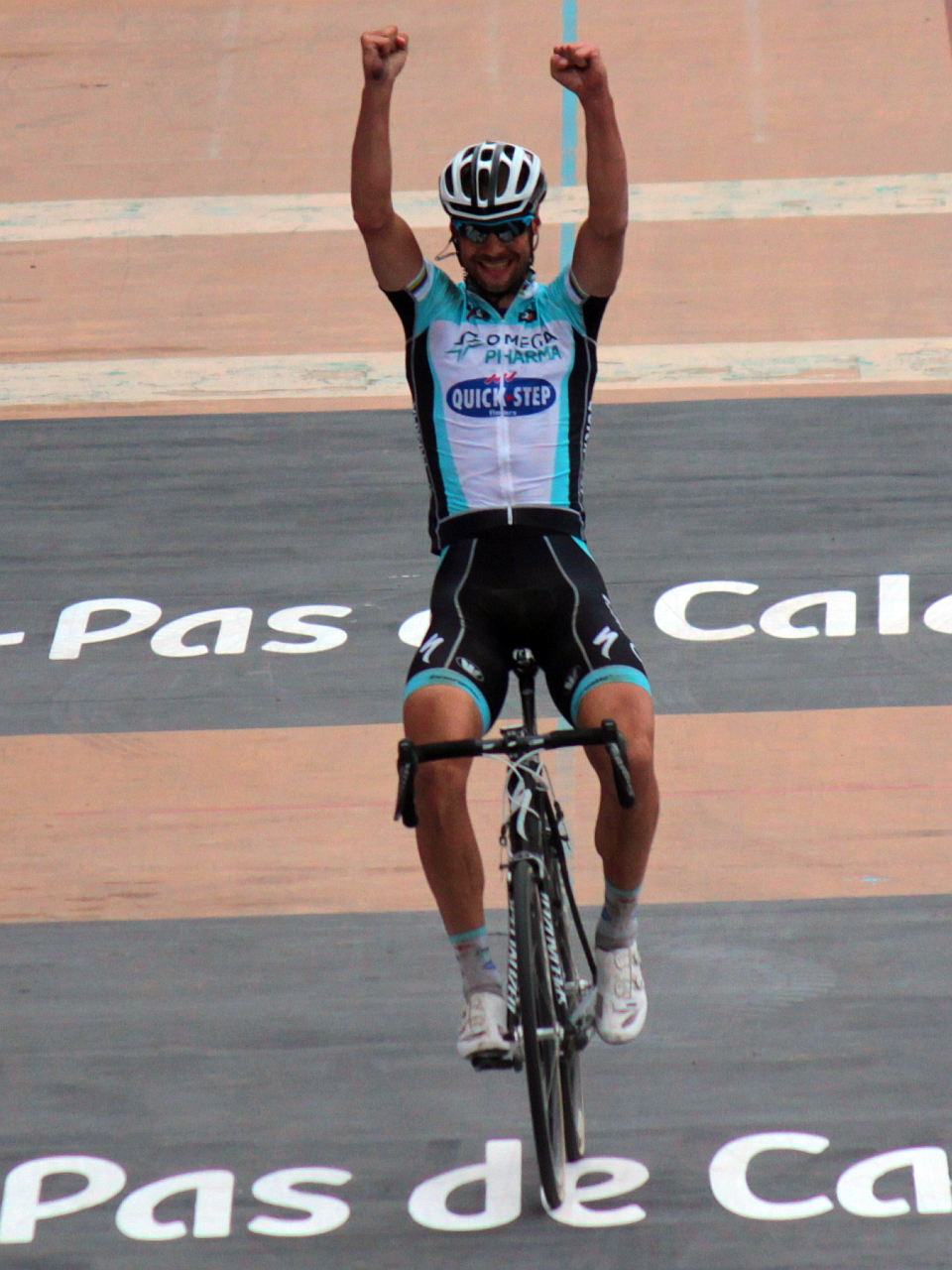
Tom Boonen, quadruple vainqueur, ici lors de sa quatrième victoire en 2012.

En 2005, l'UCI met en œuvre une réforme du cyclisme sur route. Les épreuves du calendrier de l'UCI sont réparties sur cinq circuits continentaux, à l'exception des courses majeures qui forment l'UCI ProTour et auxquelles sont tenues de participer les meilleures équipes. Paris-Roubaix fait partie de ce calendrier en 2005 et 2006. Cette réforme est cependant l'objet de désaccords entre l'UCI et des principaux organisateurs de courses dont ASO, organisateur de Paris-Roubaix. Ainsi en 2007 ASO s'affranchit de la règle exigeant la présence des équipes ProTour sur les épreuves du calendrier en refusant l'équipe Unibet.com. L'année suivante, les organisateurs retirent leurs courses du ProTour. Paris-Roubaix fait partie du calendrier de l'UCI sans délivrer de point pour le ProTour ni pour l'UCI Europe Tour. En 2009, l'UCI crée un nouveau calendrier mondial, comprenant le ProTour et un calendrier historique dont fait partie Paris-Roubaix. En 2011, la course intègre l'UCI World Tour.
L'édition 2016 est la première à être diffusée en intégralité. Elle voit la victoire à la surprise générale de Mathew Hayman devant le quadruple lauréat Tom Boonen, qui échoue de peu au sprint dans sa recherche de cinquième victoire. La course est remportée en 2018 par le champion du monde Peter Sagan (une première depuis Bernard Hinault en 1981), est marquée par la mort du Belge Michael Goolaerts, victime d'un arrêt cardiaque.
L'édition 2020, initialement prévue le 12 avril, est annulée par le préfet Michel Lalande en raison de la pandémie de Covid-19 après avoir été reportée au 25 octobre. L'édition 2021 est également déplacée en octobre, décision critiquée par le milieu cycliste alors que les courses sont maintenues en avril en Belgique. La course est marquée par le mauvais temps, les sections pavées sont boueuses et glissantes. La victoire se joue sur le vélodrome lors d'un sprint entre trois coureurs qui découvrent la course. Le champion d'Europe Sonny Colbrelli s'impose devant Florian Vermeersch et Mathieu van der Poel.

## Parcours

### L'ancien parcours (1896-1965)
Les 63 premières éditions de Paris-Roubaix, de 1896 à 1965, se sont déroulées sur des parcours similaires. Partant de Paris ou de sa banlieue (Chatou et Saint-Denis notamment), la course passait par Pontoise, Beauvais, Amiens, Doullens, Arras, Hénin-Liétard, puis arrivait à Roubaix en contournant Lille par Seclin, Lesquin, Hem. Les principales entorses à ce tracé sont le détour par Douai de 1906 à 1909, en raison de la volonté des organisateurs d'éviter Hénin-Liétard-Carvin à la suite de la catastrophe de Courrières, et le passage par Saint-Pol-sur-Ternoise et Béthune après Doullens en 1919, les routes habituelles étant impraticables au sortir de la guerre.
La première difficulté était une côte située à Cormeilles au sommet de laquelle une prime de 1 000 ou 2 000 francs était attribuée au coureur passant en tête. Le lieu emblématique de Paris-Roubaix à cette époque est la côte de Doullens dans la Somme. Elle a joué un rôle important dans la course durant les premières décennies et était considérée comme le premier « juge de paix ». Elle est située sur la route nationale 25 à la sortie de Doullens et mène au hameau de Beaurepaire. Longue de 2 500 m, elle était exposée au vent ce qui provoquait la formation de bordures au sein du peloton.
La suite de la course empruntait des routes pavées, dont notamment des secteurs stratégiques à Arras et Hénin-Carvin. Lorsque ces secteurs ont commencé à disparaître, de nouvelles routes ont été recherchées dans le Pévèle à partir de 1955. Plusieurs côtes pavées sont ainsi dénichées à Mons-en-Pévèle : les côtes de Moncheaux et de Mons, puis le Caouin en 1958 et le pas Roland. La poursuite de la modernisation des routes, y compris de ces secteurs, conduit à l'adoption d'un nouveau parcours en 1966.

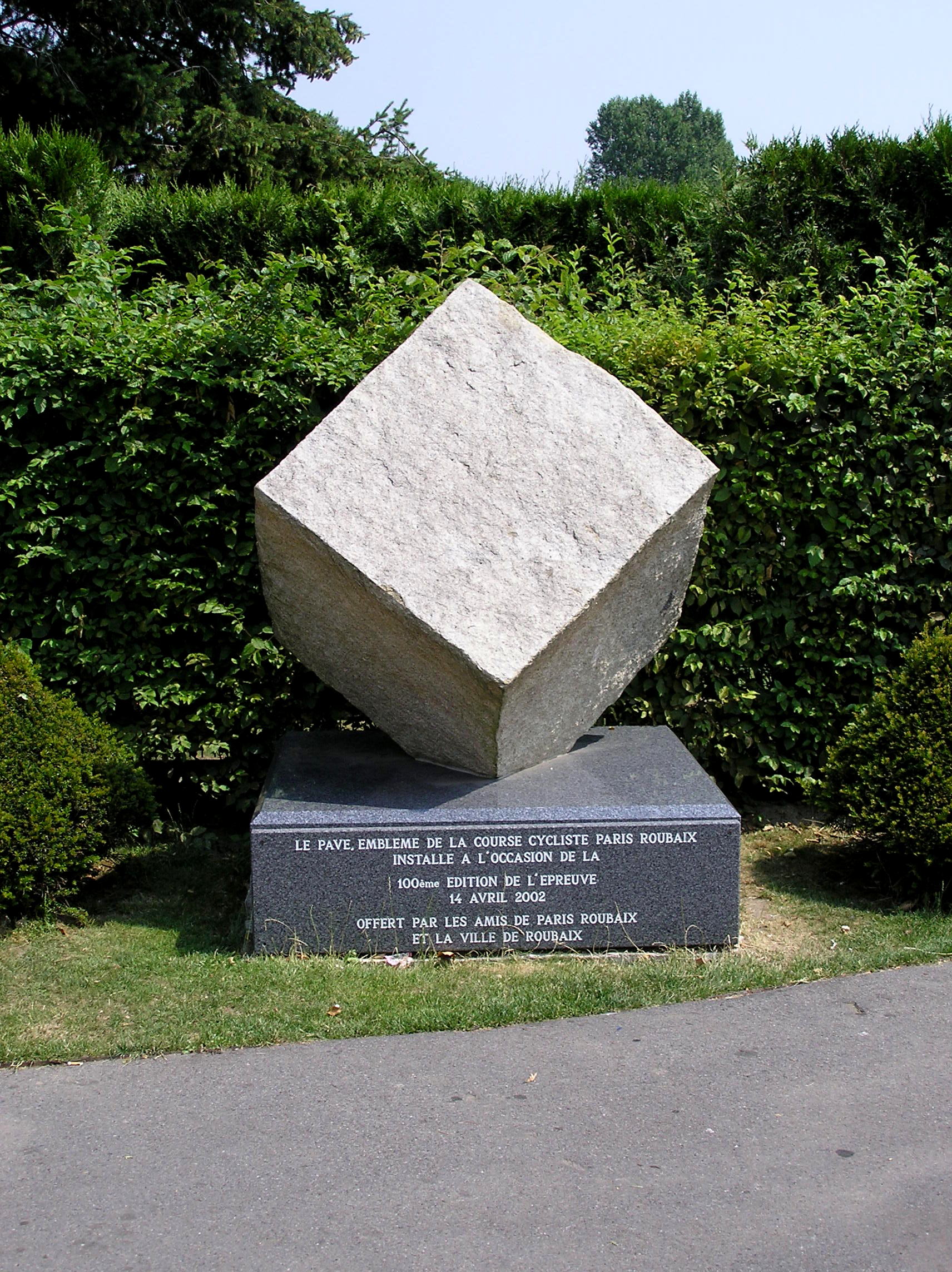
Le pavé emblème de la édition du Paris-Roubaix, le 14 avril 2002.

### Parcours moderne

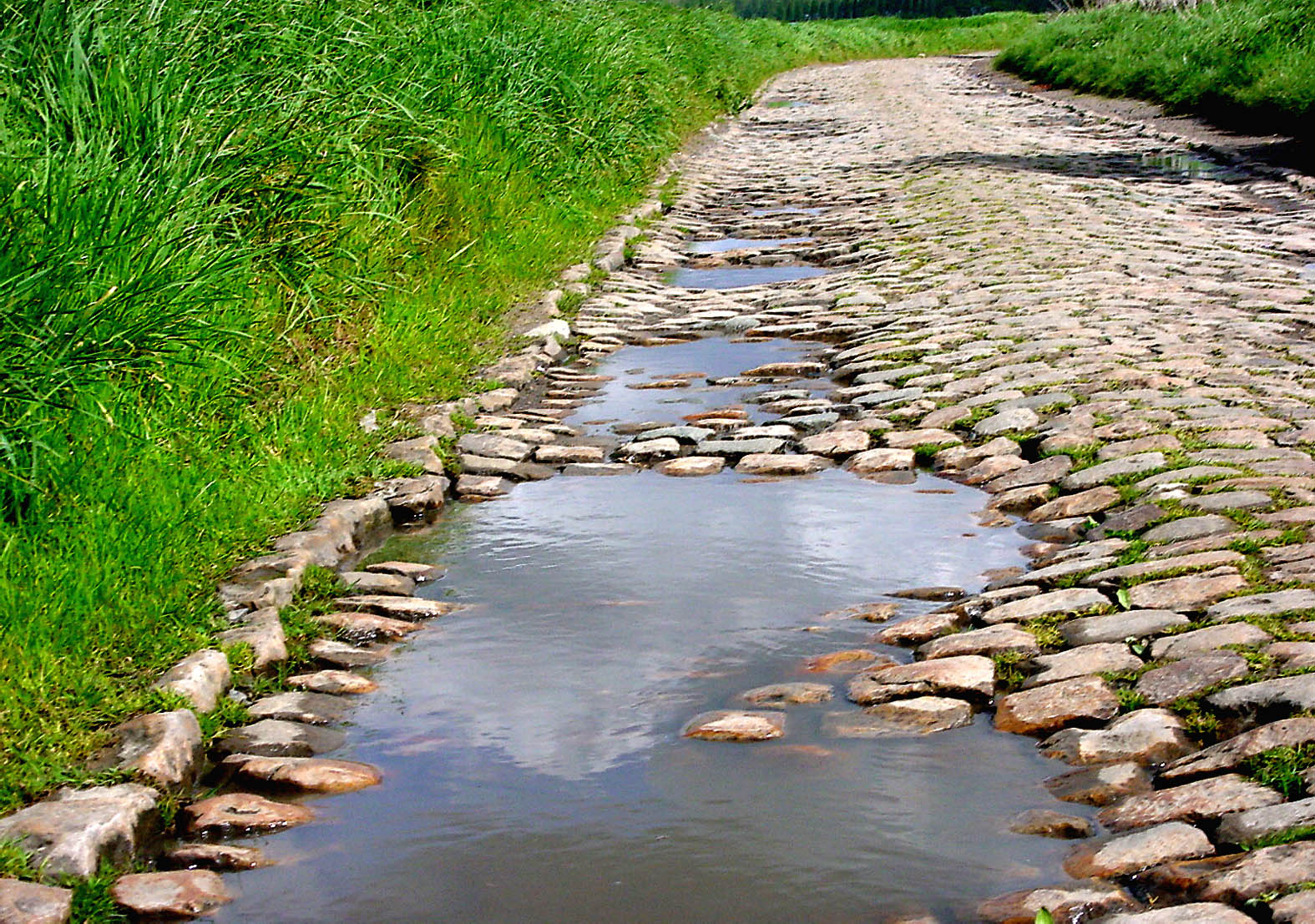
Pavé dans le nord de la France, près de Lille.

Si à l'origine, la course relie Paris à Roubaix, en 1966 le départ est déplacé à Chantilly, à 50 km au nord, puis en 1977 à Compiègne, à 80 km au nord.
De Compiègne, le parcours suit une route sinueuse de 260 kilomètres au nord jusqu'à Roubaix, atteignant les premiers pavés après environ 100 kilomètres de course. Au cours des 150 derniers kilomètres, les secteurs pavés s'étendent sur plus de 50 kilomètres. Fait unique pour une course de ce niveau, l'épreuve se termine avec 750 mètres à parcourir sur la piste en béton lisse du mythique Vélodrome extérieur André-Pétrieux à Roubaix. Le parcours est ajusté d'année en année au fur et à mesure que les anciennes routes sont refaites et des découvertes de nouveaux secteurs pavés des organisateurs pour conserver le caractère de la course. En 2005, par exemple, la course comprenait 54,7 kilomètres de secteurs pavés.

### Lieux du départ
Le lieu de départ a évolué au fil des années :
- 1896-1897 : Porte Maillot, Paris
- 1898-1899 : Chatou
- 1900 : Saint-Germain
- 1901 : Porte Maillot, Paris
- 1902-1913 : Chatou
- 1914 : Suresnes
- 1919-1928 : Suresnes
- 1929-1937 : Porte Maillot, Paris
- 1938 : Argenteuil
- 1939 : Porte Maillot, Paris
- 1943-1965 : Saint-Denis
- 1966-1976 : Chantilly
- Depuis 1977 : Compiègne

Les premiers kilomètres qui servent de « départ fictif », précèdent le départ réel, qui a lieu selon les années dans des lieux différents :
- 1896-1897 : Porte Maillot
- 1898-1899 : Chatou
- 1900 : Saint-Germain
- 1901 : Porte Maillot
- 1902-1913 : Chatou
- 1914 : Suresnes
- 1919 : Suresnes
- 1920-1922 : Chatou
- 1923-1929 : Le Vésinet
- 1930-1938 : Argenteuil
- 1939 : Le Vésinet

### Les principaux secteurs pavés
Les organisateurs classent les pavés en fonction de la longueur, de l'irrégularité, de l'état général et de leur position dans la course, c'est ainsi que le décompte officiel des secteurs pavés s'effectue de manière décroissante.

#### Troisvilles à Inchy
Le secteur pavé de Troisvilles à Inchy est généralement le premier tronçon pavé, situé vers le centième kilomètre de la course. Il est utilisé pour la première fois en 1987 et est généralement le plus haut de tous les secteurs pavés avec ses 136 mètres d'altitude,.

#### Haveluy à Wallers
Le secteur pavé d'Haveluy à Wallers est long de 2,5 kilomètres. Il porte le nom de Bernard Hinault (vainqueur de 1981) et figure également fréquemment sur les Quatre Jours de Dunkerque. Il commence par une légère montée et se termine par une légère descente.

#### Trouée d'Arenberg

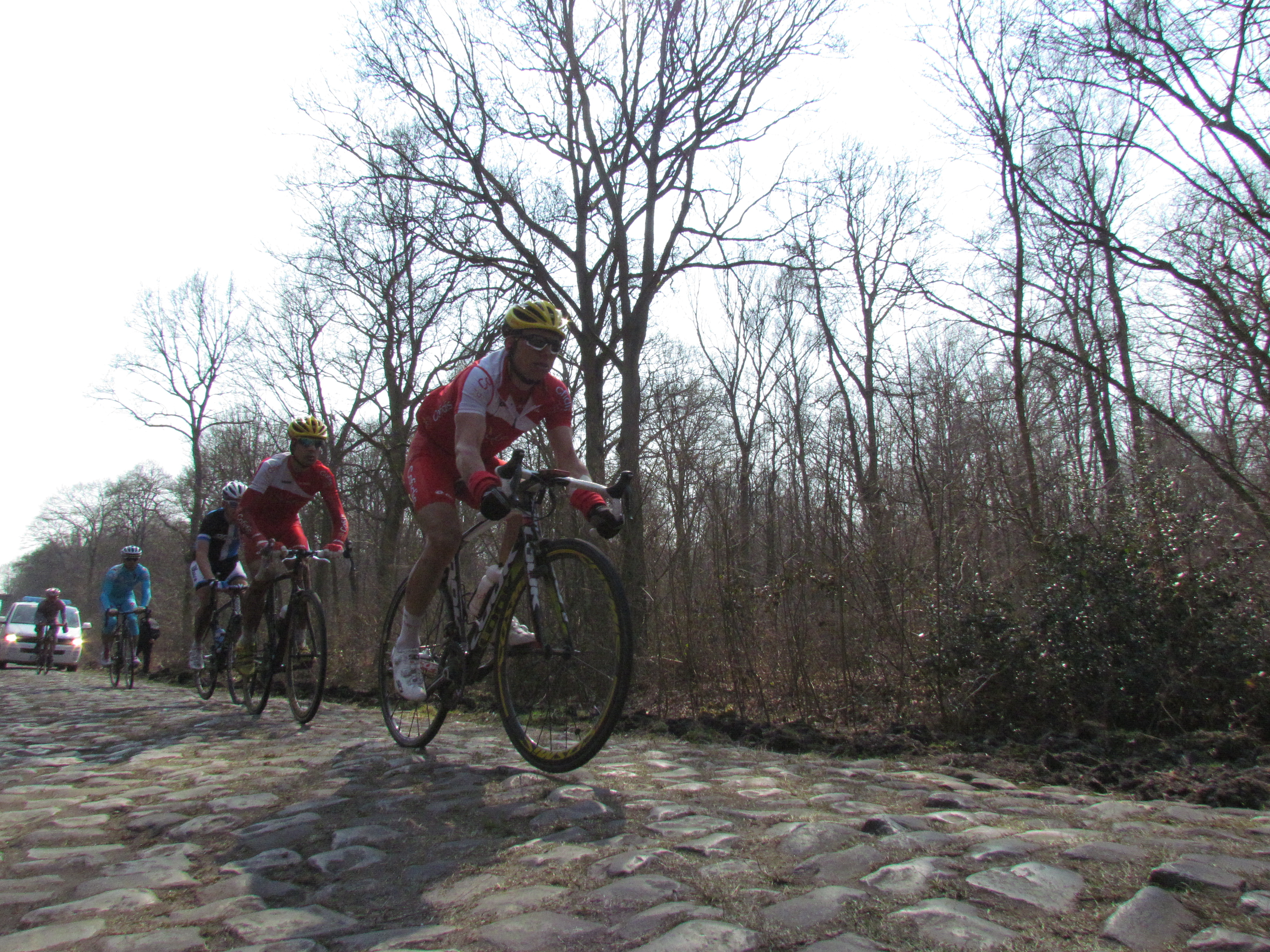
L'édition 2013 sur la trouée d'Arenberg.

La trouée d'Arenberg (ou tranchée d'Arenberg, trouée de Wallers-Arenberg), est le symbole de Paris-Roubaix. Elle est officiellement nommée « La Drève des Boules d'Hérin ». Ses 2 400 mètres de pavés ont été posés à l'époque de Napoléon Ier à travers la forêt de Raismes-Saint-Amand-Wallers, à proximité de Wallers et de Valenciennes. La route a été proposée pour Paris-Roubaix par l'ancien professionnel Jean Stablinski, qui avait travaillé dans la mine sous les bois d'Arenberg. La mine a fermé ses portes en 1990 et le passage est maintenant préservé. Bien qu'il soit situé à près de 100 kilomètres de Roubaix, le secteur s'avère généralement décisif et l'expression « On ne gagne pas Paris-Roubaix à Arenberg, mais on peut le perdre. », est souvent utilisée par les suiveurs.
Introduit en 1968, le passage est fermé de 1974 à 1983 par l'Office national des forêts. Jusqu'en 1998, l'entrée dans Arenberg se fait légèrement en descente, conduisant à un sprint pour la meilleure position. L'itinéraire est inversé en 1999 pour réduire la vitesse. Cette modification est due à l'accident en 1998 de Johan Museeuw, alors leader de la Coupe du monde, qui a entraîné une gangrène si grave que l'amputation de sa jambe a été envisagée. En 2001, Philippe Gaumont s'est cassé le fémur après être tombé au départ de la trouée en menant le peloton.
En 2005, la trouée d'Arenberg est laissée de côté, car selon les organisateurs, les conditions se sont détériorées au-delà des limites de sécurité, les mines abandonnées ayant entraîné la disparition de sections. Les conseils régionaux et locaux ont dépensé 250 000 € pour restaurer la largeur d'origine de trois mètres et la course a continué à l'utiliser. Le coureur italien Filippo Pozzato a déclaré après avoir essayé le secteur à la suite des réparations : « C'est la vraie définition de l'enfer. C'est très dangereux, surtout dans le premier kilomètre quand on y entre à plus de 60 km/h. C'est incroyable. Le vélo va dans toutes les directions. Ce sera un vrai spectacle, mais je ne sais pas s'il est vraiment nécessaire de nous l'imposer. ». Au cours des années, de nombreux fans ont emporté des pavés comme souvenirs et ceux-ci doivent être remplacés par les Amis de Paris-Roubaix.
En 2024, l'organisation annonce qu'une chicane, prenant la forme d'un îlot central à contourner, est ajoutée peu avant l'entrée dans la trouée dans le but de ralentir et d'allonger le peloton afin d'éviter des chutes. Cette installation fait suite à une demande du principal syndicat représentant les coureurs et suscite des réactions variées dans le monde cycliste,.

#### Mons-en-Pévèle
Deuxième des trois secteurs classés en difficulté cinq étoiles, le secteur pavé de Mons-en-Pévèle est long de 3 kilomètres. Il comprend une montée et deux virages à angle droit. Il est emprunté pour la première fois en 1978 et a toujours été emprunté depuis sauf en 2001.

#### Carrefour de l'Arbre
Le Carrefour de l'Arbre (ou Pavé de Luchin) est la dernière section classée cinq étoiles, soit le niveau le plus difficile. Le carrefour est situé entre Gruson et Camphin-en-Pévèle. L'itinéraire part vers l'ouest de Camphin-en-Pévèle le long de la rue de Cysoing en direction de Camphin de l'Arbre. La première moitié est une série de virages, puis on retrouve des pavés irréguliers en direction de Luchin. La seconde moitié se termine au restaurant Café de l'Arbre et a un pavé plus homogène. Ce secteur de 2,1 kilomètres s'est souvent avéré décisif en raison de sa proximité avec Roubaix (15 km) et de la difficulté cumulée.

#### Roubaix, Espace Charles Crupelandt
Le secteur pavé de Roubaix est le dernier tronçon de pavés avant le vélodrome. Il porte le nom de Charles Crupelandt, le seul vainqueur originaire de Roubaix, qui a gagné en 1912 et 1914.
Ce secteur de 300 mètres est créé pour le centenaire en 1996 en posant une bande de nouveaux pavés lisses au centre d'une large rue. Parmi les pavés, il y a des plaques pour chaque vainqueur de la course, donnant à la route le nom officiel de « Chemin des Géants ».
| Les principales difficultés pour l'édition 2014 \| Secteur \| Localisation \| Longueur \| Difficulté \| \| ------- \| ----------------------------------------- \| -------- \| ---------- \| \| 19 \| Trouée d'Arenberg \| 2 400 m \| 05 \| \| 11 \| Mons-en-Pévèle \| 3 000 m \| 05 \| \| 4 \| Carrefour de l'Arbre \| 2 100 m \| 05 \| \| 26 \| Quiévy > Saint-Python \| 3 700 m \| 04 \| \| 20 \| Haveluy > Wallers \| 2 500 m \| 04 \| \| 17 \| Hornaing > Wandignies-Hamage \| 3 700 m \| 04 \| \| 15 \| Tilloy-lez-Marchiennes > Sars-et-Rosières \| 2 400 m \| 04 \| \| 12 \| Auchy-lez-Orchies > Bersée \| 2 600 m \| 04 \| \| 7 \| Cysoing > Bourghelles \| 1 300 m \| 04 \| \| 5 \| Camphin-en-Pévèle \| 1 800 m \| 04 \| |                                           |          |            |
| Secteur | Localisation                              | Longueur | Difficulté |
| 19 | Trouée d'Arenberg                         | 2 400 m  | 05         |
| 11 | Mons-en-Pévèle                            | 3 000 m  | 05         |
| 4 | Carrefour de l'Arbre                      | 2 100 m  | 05         |
| 26 | Quiévy > Saint-Python                     | 3 700 m  | 04         |
| 20 | Haveluy > Wallers                         | 2 500 m  | 04         |
| 17 | Hornaing > Wandignies-Hamage              | 3 700 m  | 04         |
| 15 | Tilloy-lez-Marchiennes > Sars-et-Rosières | 2 400 m  | 04         |
| 12 | Auchy-lez-Orchies > Bersée                | 2 600 m  | 04         |
| 7 | Cysoing > Bourghelles                     | 1 300 m  | 04         |
| 5 | Camphin-en-Pévèle                         | 1 800 m  | 04         |

### L'arrivée

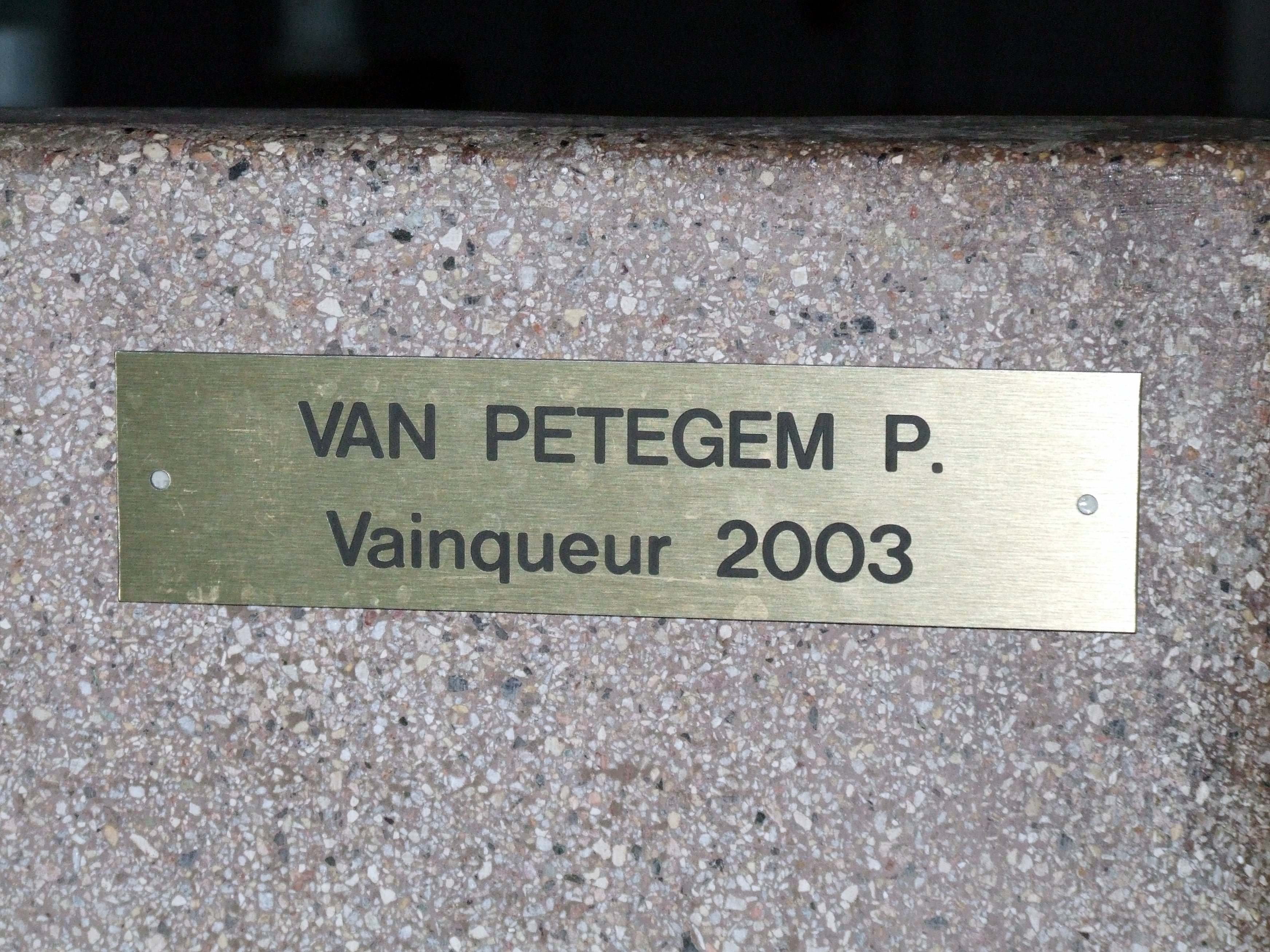
Les cabines de douche du vélodrome de Roubaix portent le nom d'un ancien vainqueur.

L'arrivée est située jusqu'en 1914 sur la piste d'origine à Croix, où se trouve maintenant la clinique du Parc. Il y eut ensuite différents lieux d'arrivée :
- 1896-1914 : Rue Verte/route d'Hempempont, Croix, Roubaix
- 1919 : avenue de Jussieu, Roubaix
- 1920-1921 : stade Jean-Dubrulle, Roubaix
- 1922-1928 : avenue des Villas (actuellement avenue Gustave Delory), Roubaix
- 1929 : stade Amédée-Prouvost, Wattrelos
- 1930-1934 : avenue des Villas, Roubaix
- 1935-1936 : hippodrome des Flandres, Marcq
- 1937-1939 : avenue Gustave-Delory (anciennement avenue des Villas), Roubaix
- 1943-1985 : vélodrome André-Pétrieux
- 1986-1988 : avenue des Nations-Unies
- depuis 1989 : vélodrome André-Pétrieux

La course a déménagé au vélodrome actuel en 1943, et elle y est restée à l'exception de 1986, 1987 et 1988 lorsque l'arrivée était dans l'avenue des Nations-Unies, devant les bureaux de La Redoute, la société de vente par correspondance qui sponsorise la course. Une plaque commémorative au 37 avenue Gustave-Delory rend hommage à Émile Masson junior, le dernier à y gagner.
La salle de douche à l'intérieur du vélodrome se distingue par ses stalles ouvertes en béton à trois côtés et à faible paroi, chacune avec une plaque en laiton pour commémorer un ancien vainqueur de l'épreuve.

« Quand je me tiens dans les douches de Roubaix, je commence en fait la préparation de l'année prochaine. »

— Tom Boonen, 2004.

## Palmarès

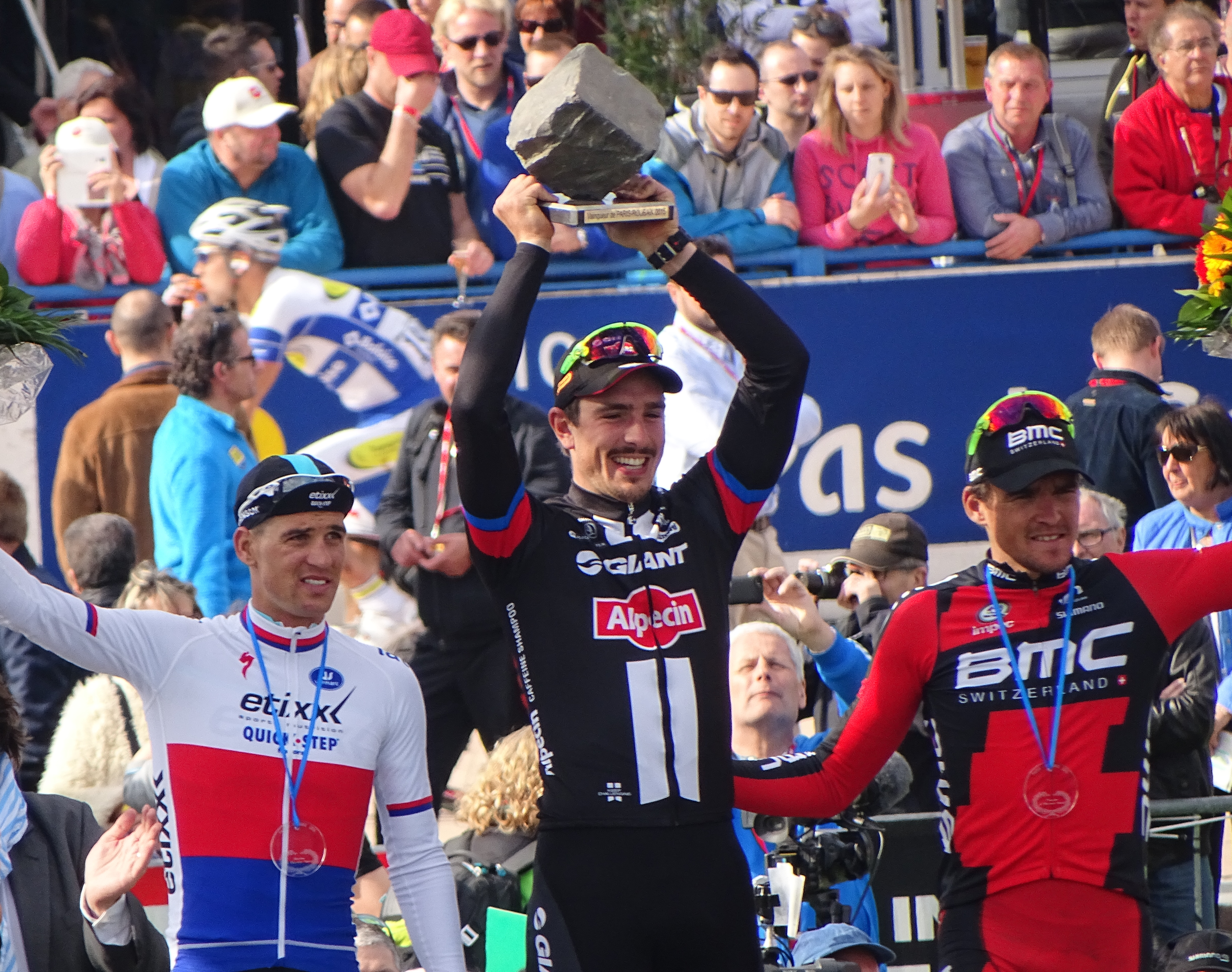
Podium de l'édition 2015 de Paris-Roubaix : Zdeněk Štybar (2e), John Degenkolb (1er) et Greg Van Avermaet (3e).

| Année     | Vainqueur                                          | Deuxième                                           | Troisième                                          |
| --------- | -------------------------------------------------- | -------------------------------------------------- | -------------------------------------------------- |
| 1896      | Josef Fischer                                      | Charles Meyer                                      | Maurice Garin                                      |
| 1897      | Maurice Garin                                      | Mathieu Cordang                                    | Michel Frederick                                   |
| 1898      | Maurice Garin                                      | Auguste Stephane                                   | Édouard Wattelier                                  |
| 1899      | Albert Champion                                    | Paul Bor                                           | Ambroise Garin                                     |
| 1900      | Émile Bouhours                                     | Josef Fischer                                      | Maurice Garin                                      |
| 1901      | Lucien Lesna                                       | Ambroise Garin                                     | Lucien Itsweire                                    |
| 1902      | Lucien Lesna                                       | Édouard Wattelier                                  | Ambroise Garin                                     |
| 1903      | Hippolyte Aucouturier                              | Claude Chapperon                                   | Louis Trousselier                                  |
| 1904      | Hippolyte Aucouturier                              | César Garin                                        | Lucien Pothier                                     |
| 1905      | Louis Trousselier                                  | René Pottier                                       | Henri Cornet                                       |
| 1906      | Henri Cornet                                       | Marcel Cadolle                                     | René Pottier                                       |
| 1907      | Georges Passerieu                                  | Cyrille Van Hauwaert                               | Louis Trousselier                                  |
| 1908      | Cyrille Van Hauwaert                               | Georges Lorgeou                                    | François Faber                                     |
| 1909      | Octave Lapize                                      | Louis Trousselier                                  | Jules Masselis                                     |
| 1910      | Octave Lapize                                      | Cyrille Van Hauwaert                               | Eugène Christophe                                  |
| 1911      | Octave Lapize                                      | Alponse Charpiot                                   | Cyrille Van Hauwaert                               |
| 1912      | Charles Crupelandt                                 | Gustave Garrigou                                   | Maurice Leturgie                                   |
| 1913      | François Faber                                     | Charles Deruyter                                   | Charles Crupelandt                                 |
| 1914      | Charles Crupelandt                                 | Louis Luguet                                       | Louis Mottiat                                      |
| 1915-1918 | Non disputé à cause de la Première Guerre mondiale | Non disputé à cause de la Première Guerre mondiale | Non disputé à cause de la Première Guerre mondiale |
| 1919      | Henri Pélissier                                    | Philippe Thys                                      | Honoré Barthélémy                                  |
| 1920      | Paul Deman                                         | Eugène Christophe                                  | Lucien Buysse                                      |
| 1921      | Henri Pélissier                                    | Francis Pélissier                                  | Léon Scieur                                        |
| 1922      | Albert Dejonghe                                    | Jean Rossius                                       | Émile Masson                                       |
| 1923      | Henri Suter                                        | René Vermandel                                     | Félix Sellier                                      |
| 1924      | Jules Van Hevel                                    | Maurice Ville                                      | Félix Sellier                                      |
| 1925      | Félix Sellier                                      | Pietro Bestetti                                    | Jules Van Hevel                                    |
| 1926      | Julien Delbecque                                   | Gustave Van Slembrouck                             | Gaston Rebry                                       |
| 1927      | Georges Ronsse                                     | Joseph Curtel                                      | Charles Pélissier                                  |
| 1928      | André Leducq                                       | Georges Ronsse                                     | Charles Meunier                                    |
| 1929      | Charles Meunier                                    | Georges Ronsse                                     | Aimé Deolet                                        |
| 1930      | Julien Vervaecke                                   | Jean Maréchal                                      | Antonin Magne                                      |
| 1931      | Gaston Rebry                                       | Charles Pélissier                                  | Émile Decroix                                      |
| 1932      | Romain Gijssels                                    | Georges Ronsse                                     | Herbert Sieronski                                  |
| 1933      | Sylvère Maes                                       | Julien Vervaecke                                   | Léon Le Calvez                                     |
| 1934      | Gaston Rebry                                       | Jean Wauters                                       | Frans Bonduel                                      |
| 1935      | Gaston Rebry                                       | André Leducq                                       | Jean Aerts                                         |
| 1936      | Georges Speicher                                   | Romain Maes                                        | Gaston Rebry                                       |
| 1937      | Jules Rossi                                        | Albert Hendrickx                                   | Noël Declercq                                      |
| 1938      | Lucien Storme                                      | Louis Hardiquest                                   | Marcel Van Houtte                                  |
| 1939      | Émile Masson                                       | Marcel Kint                                        | Roger Lapebie                                      |
| 1940-1942 | Non disputé à cause de la Seconde Guerre mondiale  | Non disputé à cause de la Seconde Guerre mondiale  | Non disputé à cause de la Seconde Guerre mondiale  |
| 1943      | Marcel Kint                                        | Jules Lowie                                        | Louis Thiétard                                     |
| 1944      | Maurice Desimpelaere                               | Jules Rossi                                        | Louis Thiétard                                     |
| 1945      | Paul Maye                                          | Lucien Teisseire                                   | Kléber Piot                                        |
| 1946      | Georges Claes                                      | Louis Gauthier                                     | Lucien Vlaeminck                                   |
| 1947      | Georges Claes                                      | Adolf Verschueren                                  | Louis Thiétard                                     |
| 1948      | Rik Van Steenbergen                                | Émile Idée                                         | Georges Claes                                      |
| 1949      | Serse Coppi et André Mahé.                         | Serse Coppi et André Mahé.                         | Frans Leenen                                       |
| 1950      | Fausto Coppi                                       | Maurice Diot                                       | Fiorenzo Magni                                     |
| 1951      | Antonio Bevilacqua                                 | Louison Bobet                                      | Rik Van Steenbergen                                |
| 1952      | Rik Van Steenbergen                                | Fausto Coppi                                       | André Mahé                                         |
| 1953      | Germain Derycke                                    | Donato Piazza                                      | Wout Wagtmans                                      |
| 1954      | Raymond Impanis                                    | Stan Ockers                                        | Marcel Rijckaert                                   |
| 1955      | Jean Forestier                                     | Fausto Coppi                                       | Louison Bobet                                      |
| 1956      | Louison Bobet                                      | Alfred De Bruyne                                   | Jean Forestier                                     |
| 1957      | Alfred De Bruyne                                   | Rik Van Steenbergen                                | Leon Van Daele                                     |
| 1958      | Leon Van Daele                                     | Miguel Poblet                                      | Rik Van Looy                                       |
| 1959      | Noël Foré                                          | Gilbert Desmet                                     | Marcel Janssens                                    |
| 1960      | Pino Cerami                                        | Tino Sabbadini                                     | Miguel Poblet                                      |
| 1961      | Rik Van Looy                                       | Marcel Janssens                                    | René Vanderveken                                   |
| 1962      | Rik Van Looy                                       | Emile Daems                                        | Frans Schoubben                                    |
| 1963      | Emile Daems                                        | Rik Van Looy                                       | Jan Janssen                                        |
| 1964      | Peter Post                                         | Benoni Beheyt                                      | Yvo Molenaers                                      |
| 1965      | Rik Van Looy                                       | Edward Sels                                        | Willy Vannitsen                                    |
| 1966      | Felice Gimondi                                     | Jan Janssen                                        | Gustaaf De Smet                                    |
| 1967      | Jan Janssen                                        | Rik Van Looy                                       | Rudi Altig                                         |
| 1968      | Eddy Merckx                                        | Herman Van Springel                                | Walter Godefroot                                   |
| 1969      | Walter Godefroot                                   | Eddy Merckx                                        | Willy Vekemans                                     |
| 1970      | Eddy Merckx                                        | Roger De Vlaeminck                                 | Eric Leman                                         |
| 1971      | Roger Rosiers                                      | Herman Van Springel                                | Marino Basso                                       |
| 1972      | Roger De Vlaeminck                                 | André Dierickx                                     | Barry Hoban                                        |
| 1973      | Eddy Merckx                                        | Walter Godefroot                                   | Roger Rosiers                                      |
| 1974      | Roger De Vlaeminck                                 | Francesco Moser                                    | Marc Demeyer                                       |
| 1975      | Roger De Vlaeminck                                 | Eddy Merckx                                        | André Dierickx                                     |
| 1976      | Marc Demeyer                                       | Francesco Moser                                    | Roger De Vlaeminck                                 |
| 1977      | Roger De Vlaeminck                                 | Willy Teirlinck                                    | Freddy Maertens                                    |
| 1978      | Francesco Moser                                    | Roger De Vlaeminck                                 | Jan Raas                                           |
| 1979      | Francesco Moser                                    | Roger De Vlaeminck                                 | Hennie Kuiper                                      |
| 1980      | Francesco Moser                                    | Gilbert Duclos-Lassalle                            | Dietrich Thurau                                    |
| 1981      | Bernard Hinault                                    | Roger De Vlaeminck                                 | Francesco Moser                                    |
| 1982      | Jan Raas                                           | Yvon Bertin                                        | Gregor Braun                                       |
| 1983      | Hennie Kuiper                                      | Gilbert Duclos-Lassalle                            | Francesco Moser                                    |
| 1984      | Sean Kelly                                         | Rudy Rogiers                                       | Alain Bondue                                       |
| 1985      | Marc Madiot                                        | Bruno Wojtinek                                     | Sean Kelly                                         |
| 1986      | Sean Kelly                                         | Rudy Dhaenens                                      | Adrie van der Poel                                 |
| 1987      | Eric Vanderaerden                                  | Patrick Versluys                                   | Rudy Dhaenens                                      |
| 1988      | Dirk Demol                                         | Thomas Wegmüller                                   | Laurent Fignon                                     |
| 1989      | Jean-Marie Wampers                                 | Dirk De Wolf                                       | Edwig Van Hooydonck                                |
| 1990      | Eddy Planckaert                                    | Steve Bauer                                        | Edwig Van Hooydonck                                |
| 1991      | Marc Madiot                                        | Jean-Claude Colotti                                | Carlo Bomans                                       |
| 1992      | Gilbert Duclos-Lassalle                            | Olaf Ludwig                                        | Johan Capiot                                       |
| 1993      | Gilbert Duclos-Lassalle                            | Franco Ballerini                                   | Olaf Ludwig                                        |
| 1994      | Andreï Tchmil                                      | Fabio Baldato                                      | Franco Ballerini                                   |
| 1995      | Franco Ballerini                                   | Andreï Tchmil                                      | Johan Museeuw                                      |
| 1996      | Johan Museeuw                                      | Gianluca Bortolami                                 | Andrea Tafi                                        |
| 1997      | Frédéric Guesdon                                   | Jo Planckaert                                      | Johan Museeuw                                      |
| 1998      | Franco Ballerini                                   | Andrea Tafi                                        | Wilfried Peeters                                   |
| 1999      | Andrea Tafi                                        | Wilfried Peeters                                   | Tom Steels                                         |
| 2000      | Johan Museeuw                                      | Peter Van Petegem                                  | Erik Zabel                                         |
| 2001      | Servais Knaven                                     | Johan Museeuw                                      | Romāns Vainšteins                                  |
| 2002      | Johan Museeuw                                      | Steffen Wesemann                                   | Tom Boonen                                         |
| 2003      | Peter Van Petegem                                  | Dario Pieri                                        | Viatcheslav Ekimov                                 |
| 2004      | Magnus Bäckstedt                                   | Tristan Hoffman                                    | Roger Hammond                                      |
| 2005      | Tom Boonen                                         | Non attribué                                       | Juan Antonio Flecha                                |
| 2006      | Fabian Cancellara                                  | Tom Boonen                                         | Alessandro Ballan                                  |
| 2007      | Stuart O'Grady                                     | Juan Antonio Flecha                                | Steffen Wesemann                                   |
| 2008      | Tom Boonen                                         | Fabian Cancellara                                  | Alessandro Ballan                                  |
| 2009      | Tom Boonen                                         | Filippo Pozzato                                    | Thor Hushovd                                       |
| 2010      | Fabian Cancellara                                  | Thor Hushovd                                       | Juan Antonio Flecha                                |
| 2011      | Johan Vansummeren                                  | Fabian Cancellara                                  | Maarten Tjallingii                                 |
| 2012      | Tom Boonen                                         | Sébastien Turgot                                   | Alessandro Ballan                                  |
| 2013      | Fabian Cancellara                                  | Sep Vanmarcke                                      | Niki Terpstra                                      |
| 2014      | Niki Terpstra                                      | John Degenkolb                                     | Fabian Cancellara                                  |
| 2015      | John Degenkolb                                     | Zdeněk Štybar                                      | Greg Van Avermaet                                  |
| 2016      | Mathew Hayman                                      | Tom Boonen                                         | Ian Stannard                                       |
| 2017      | Greg Van Avermaet                                  | Zdeněk Štybar                                      | Sebastian Langeveld                                |
| 2018      | Peter Sagan                                        | Silvan Dillier                                     | Niki Terpstra                                      |
| 2019      | Philippe Gilbert                                   | Nils Politt                                        | Yves Lampaert                                      |
| 2020      | Non disputé à cause de la pandémie de Covid-19     | Non disputé à cause de la pandémie de Covid-19     | Non disputé à cause de la pandémie de Covid-19     |
| 2021      | Sonny Colbrelli                                    | Florian Vermeersch                                 | Mathieu van der Poel                               |
| 2022      | Dylan van Baarle                                   | Wout van Aert                                      | Stefan Küng                                        |
| 2023      | Mathieu van der Poel                               | Jasper Philipsen                                   | Wout van Aert                                      |
| 2024      | Mathieu van der Poel                               | Jasper Philipsen                                   | Mads Pedersen                                      |
| 2025      | Mathieu van der Poel                               | Tadej Pogačar                                      | Mads Pedersen                                      |